# Monety obiegowe Protektoratu Czech i Moraw
Czesko-morawskie monety obiegowe – monety Protektoratu Czech i Moraw, które w okresie II wojny światowej zastąpiły ich czechosłowackie odpowiedniki. Emitowane były przez Národną bankę pro Čechy a Moravu w latach 1940–1944.

## Historia
Początkowo po rozwiązaniu Czechosłowacji i powołaniu w marcu 1939 roku Protektoratu Czech i Moraw w obiegu pozostawały monety przedwojenne. Co więcej w 1939 i 1940 roku wybito z datą 1939 dodatkowy nakład uzupełniający stan poszczególnych czechosłowackich monet (łącznie ponad 24 mln sztuk). Emisję nowych środków płatniczych Protektoratu rozpoczęto w 1940 roku – spośród szeregu czechosłowackich monet zdecydowano się na ponowienie czterech nominałów: 10, 20 i 50 halerzy oraz 1 korony. Wszystkie na awersie zawierały lwa z herbu Protektoratu według wzoru Jaroslava Edera oraz nazwę kraju w dwóch językach, niemieckim i czeskim. Niemiecka inskrypcja na nominałach mniejszych od 1 korony zapisana została frakturą. Rewers monet zdawkowych był praktycznie tożsamy z rewersami ich międzywojennych poprzedników autorstwa Otakara Španiela. Na monecie 10-halerzowej zamieszczono Most Karola w Pradze, na monecie o nominale 20 h sierp i pięć kłosów zboża, z kolei na 50-halerzówce przewiązane wstęgą lipowe gałązki. Całkowicie odmienny od swojego poprzednika wzór miała natomiast wyemitowana w 1941 roku moneta o nominale 1 korony. Za projekt jej rewersu także odpowiadał Španiel, jednak zamiast ocierającej pot z czoła żniwiarki znanej z monet wzoru 1922 na monecie prócz nominału i roku bicia znalazły się dwie ukwiecone gałązki lipowe.
Z uwagi na utratę na rzecz Państwa Słowackiego mennicy w Kremnicy wytwarzającej wszystkie monety w okresie międzywojennym, za produkcję nowych odpowiadało przedsiębiorstwo Vichr a společnost z Lysej nad Labem. W przeciwieństwie do ich wcześniejszych odpowiedników bito je z czystego cynku. Nakład wszystkich czterech typów monet wyniósł niespełna 345 mln sztuk o łącznej wartości nominalnej blisko 159 mln czesko-morawskich koron.
Po zakończeniu II wojny światowej i przywróceniu korony czechosłowackiej monety Protektoratu tymczasowo pozostawiono w obiegu. Wycofywano je stopniowo w 1948 i ostatecznie w 1951 roku.
|  | nominał    | emisja | wycofanie | stop | średnica [mm] | masa [g] | rant      | przypisy                   |
|  | ---------- | ------ | --------- | ---- | ------------- | -------- | --------- | -------------------------- |
|  | 10 halerzy | 1940   | 1951      | cynk | 17            | 1,89     | gładki    | [ 5 ] [ 17 ] [ 6 ] [ 2 ]   |
|  | 20 halerzy | 1940   | 1948      | cynk | 20            | 2,63     | gładki    | [ 8 ] [ 16 ] [ 9 ] [ 2 ]   |
|  | 50 halerzy | 1940   | 1948      | cynk | 22            | 3,7      | ząbkowany | [ 10 ] [ 15 ] [ 11 ] [ 2 ] |
|  | 1 korona   | 1941   | 1951      | cynk | 23            | 4,5      | ząbkowany | [ 13 ] [ 17 ] [ 14 ] [ 2 ] |